# Reprezentacja Portugalii w hokeju na lodzie mężczyzn
Reprezentacja Portugalii w hokeju na lodzie mężczyzn — kadra Portugalii w hokeju na lodzie mężczyzn.

## Historia
Od 13 maja 1999 roku jest członkiem IIHF.

## Galeria

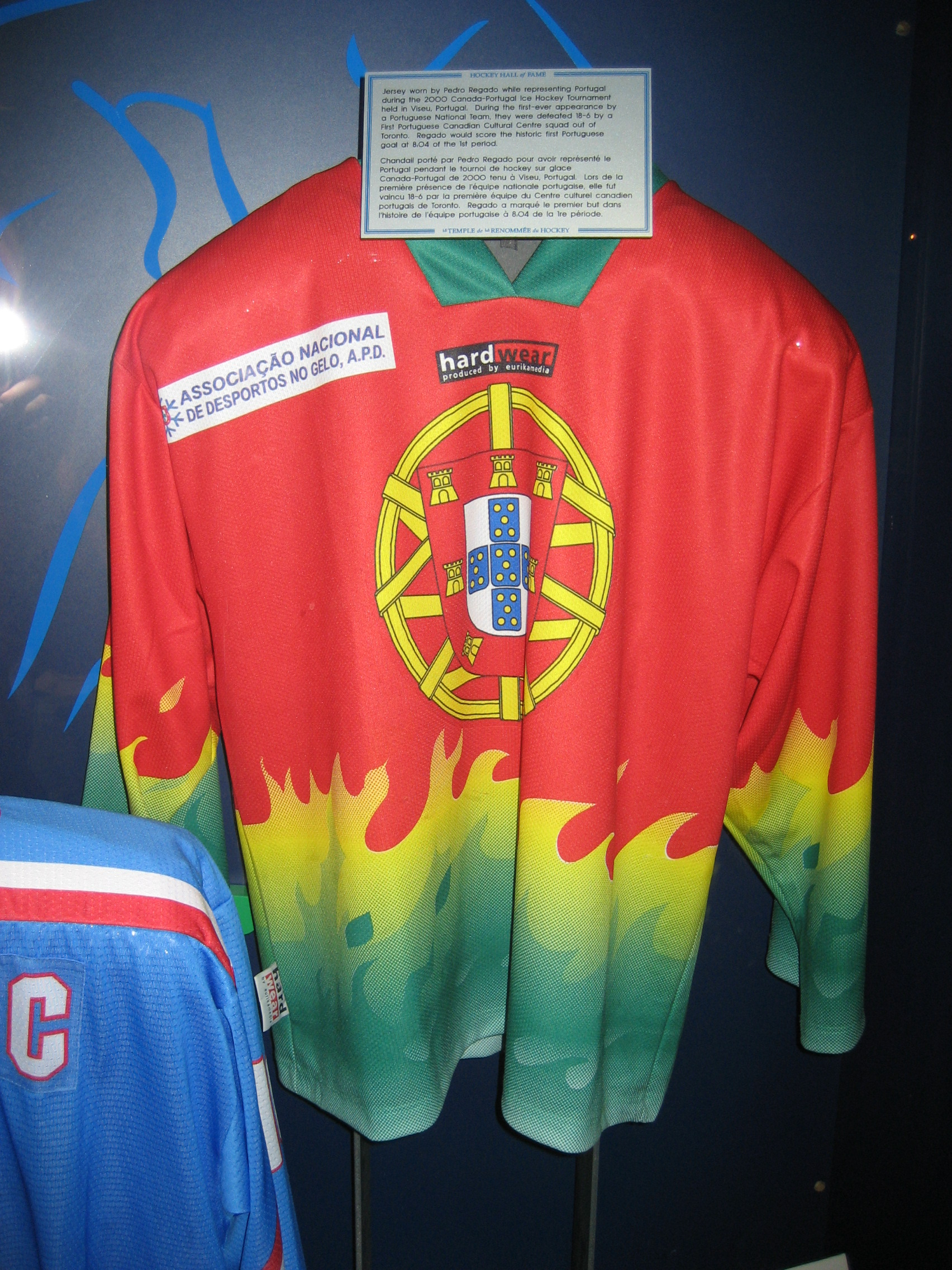
Bluza hokejowa reprezentacji Portugalii w Hockey Hall of Fame (Toronto, Kanada)